# Camargue-Pferd
Das Camargue-Pferd (auch Crin Blanc nach seiner normalerweise weißen Fellfärbung) ist ein kleines, robustes Pferd, das vorwiegend in der Camargue lebt – der Landschaft rund um das Rhonedelta in Südfrankreich – und teilweise halbwild gezüchtet wird.

Hintergrundinformationen zur Pferdebewertung und -zucht finden sich unter: Exterieur, Interieur und Pferdezucht.

## Exterieur

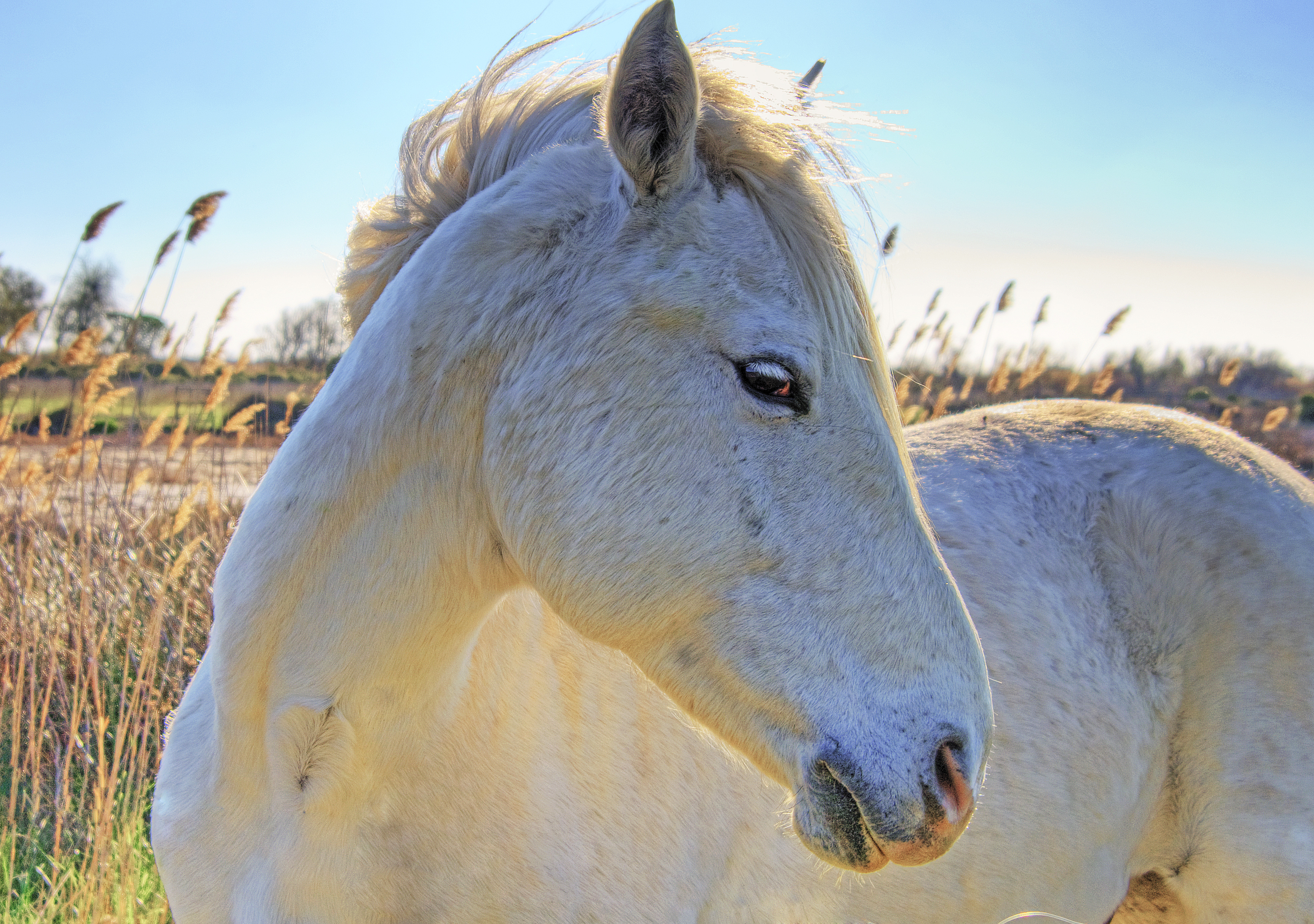
Kopfstudie

Das Camargue-Pferd ist im Allgemeinen ein kräftig, kompakt und harmonisch gebautes Pferd mittlerer Größe, das deutlich erkennbare Merkmale seiner iberischen und / oder berberischen Vorfahren aufweist.
Der oftmals derbe, eher schwere Kopf mittlerer Größe, der auf die primitiven Vorfahren hinweist, ist mit einem zumeist geraden oder ramsnasigen, manchmal auch leicht konvexen Profil, relativ kleinen und flach am Kopf anliegenden Augen, kleinen ponytypischen Ohren, einem intelligenten, ausdrucksvollen Gesicht und deutlich ausgeprägten Ganaschen versehen. Der gewöhnlicherweise gerade verlaufende, in Relation zum übrigen Körper kurze Hals mit kräftiger Bemuskelung tendiert zum Hirschhals, ist tief, aber gut angesetzt und entspringt einer steilen, aber geraden Schulter geringer, aber noch genügender Länge. Die Brust ist breit, aber eher flach. An den flachen, breiten Widerrist schließt sich eine kurze, tragfähige und gerade verlaufende Rückenpartie mit muskulöser Lende an. Insgesamt ist der Rumpf von ausreichender Tiefe und Breite. Die kurze, nicht sonderlich breite Kruppe fällt deutlich ab und besitzt einen tiefen Schweifansatz. Die Hinterhand ist kräftig gebaut, die Gliedmaßen allgemein hart und trocken, mit großer Knochenstärke sowie in der Regel nur mit minimalen Kötenbehang und zudem eher kurzen Röhrbeinen versehen; gelegentlich kann eine leicht rückständige Stellung der Vorderbeine auftreten. Die flachen, breiten und harten Hufe, welche nur seltenst einen Hufbeschlag benötigen, besitzen eine überdurchschnittliche Größe, um ein Einsinken in sumpfigen Gebiet zu verhindern. Das Langhaar ist in der Regel reichlich ausgeprägt, manchmal treten Doppelmähnen auf.

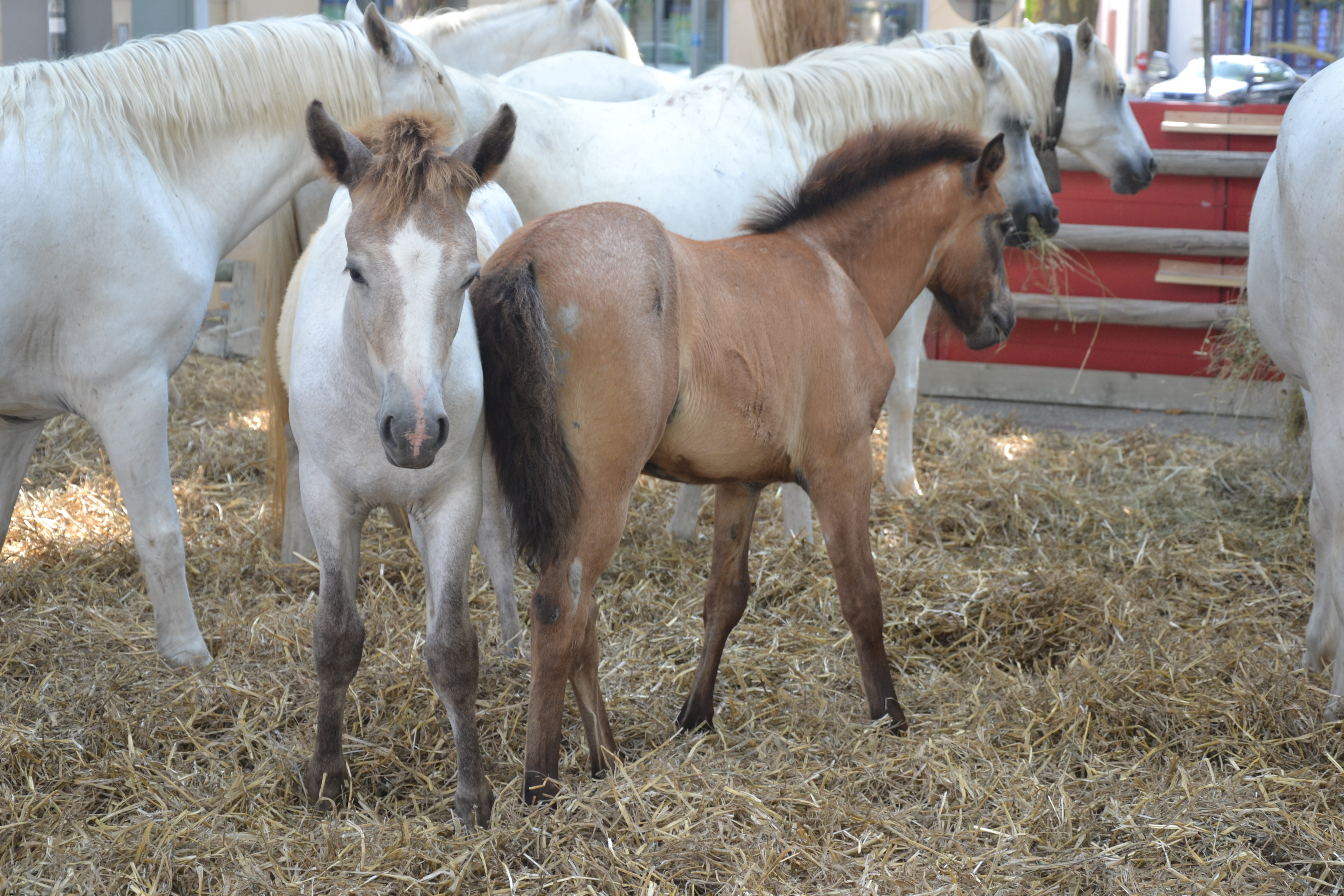
Während das Fohlen rechts im Vordergrund noch ein Brauner ist, ist das Fohlen daneben schon deutlich aufgehellt. Die erwachsenen Tiere im Hintergrund sind vollständig ausgeschimmelt.

Die Fohlen sind bei der Geburt stets dunkelbraun bis schwarz, manchmal fuchs- oder falbfarben und oft mit einer weißen Blesse, hellen jedoch mit zunehmendem Alter auf. Mit etwa fünf, spätestens sieben Jahren sind sie vollkommen ausgeschimmelt. Die bei manchen Tieren auftretende rötliche Färbung oder Sprenkelung (Fliegenschimmel) des Schimmelfells weist auf die berberischen Vorfahren hin. Tiere, die nicht rein weiß ausschimmeln, werden als nicht rasserein angesehen.
Die durchschnittliche Widerristhöhe beträgt 140 cm, kann aber zwischen 130 und 150 cm schwanken.
Die Körpermasse eines ausgewachsenen Camargue-Pferdes beträgt meist zwischen 300 und 400 kg.

## Mechanik
Sind die Gangarten des Camargue-Pferdes doch aufgrund der steil gelagerten, geraden Schulter etwas eigenartig, zeigt es allgemein ausdauernde, flinke Gänge mit mittlerem Raumgriff, guter Balance sowie lobenswerter Wendigkeit und aktive Bewegungen in Schritt und Galopp, der selten gezeigte Trab wirkt jedoch gestelzt. Bemerkenswert ist die Fähigkeit der raschen Akzeleration.

## Interieur

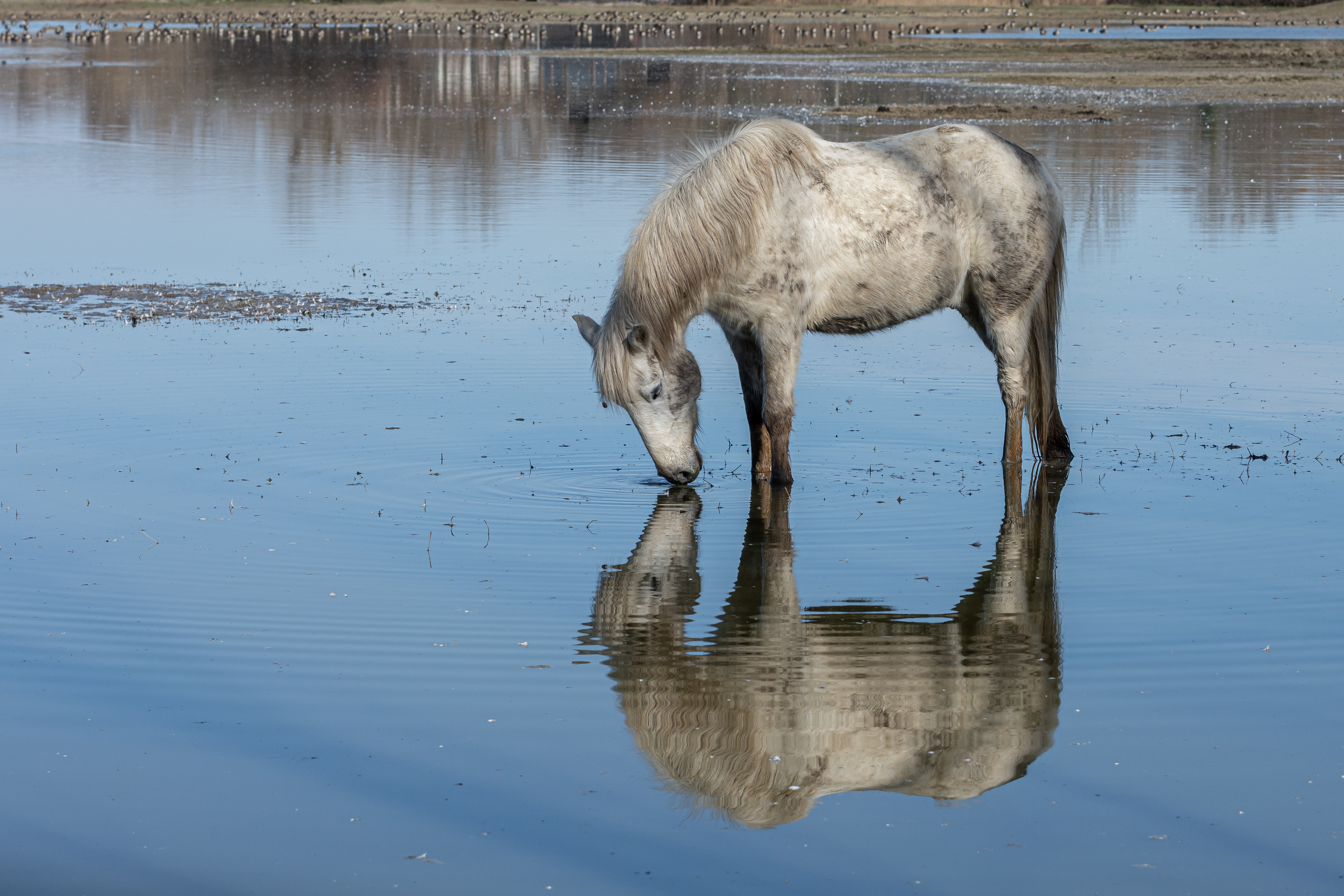
Camargue-Pferd mit Winterfell

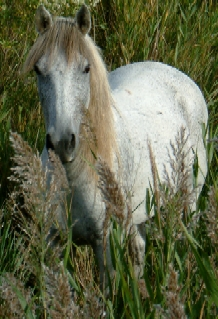
Camargue-Pferd

Das Camargue-Pferd gilt als sehr widerstandsfähig. Diese Eigenschaft geht auf seine harten Lebensbedingungen im Rhônedelta zurück, wo es im Sommer großer Hitze, später im Jahr auch eisigen Winden aus der Alpenregion und in den übrigen Jahreszeiten ständig kaltem, feuchtem Boden ausgesetzt ist. Dazu kommt noch der Mistral, der im Durchschnitt 63 Prozent des Jahres weht.
Bemerkenswert ist des Weiteren die Genügsamkeit der Camargue-Pferde, die ebenfalls aus den Lebensumständen im Rhônedelta resultiert; so besteht seine Nahrung vorwiegend aus nährstoffarmen Salzpflanzen, beispielsweise Salicorniae sowie Schilf und Kalmus.
Das Camargue-Pferd kann ähnlich wie Elche die Nüstern unter Wasser verschließen, was sich insbesondere beim Abgrasen des für Pferde schmackhaften Kalmus als nützlich erweist, da so verhindert wird, dass Wasser in die Pferdelunge gelangt.
Bemerkenswert ist, dass bei Rassevertretern trotz des fast ständigen Grasens in Wasser und Schlick keine Mauke auftritt, wie es wohl bei nahezu allen Kulturrassen unter denselben Bedingungen der Fall wäre. Bei Kreuzungen des Crin Blanc mit anderen Pferderassen, wie etwa Arabischen Vollblütern oder Berbern, geht diese Eigenschaften bereits in der ersten Generation (F1-Generation) zurück.
Das Camargue-Pferd gilt als Spätentwickler und ist erst mit 7–8 Jahren ausgewachsen.
Die Pferderasse ist besonders langlebig, so sind Verwendung unter dem Sattel und in der Zucht auch über das zwanzigste Lebensjahr hinaus möglich. Es ist keine Seltenheit, Camargue-Pferde in einem Alter von über 30 Jahren anzutreffen.
Unter dem Sattel zeigen sich Camargue-Pferde ausdauernd und stark. Sie besitzen ein hohes, feuriges Temperament und großen Mut.

## Verwendung

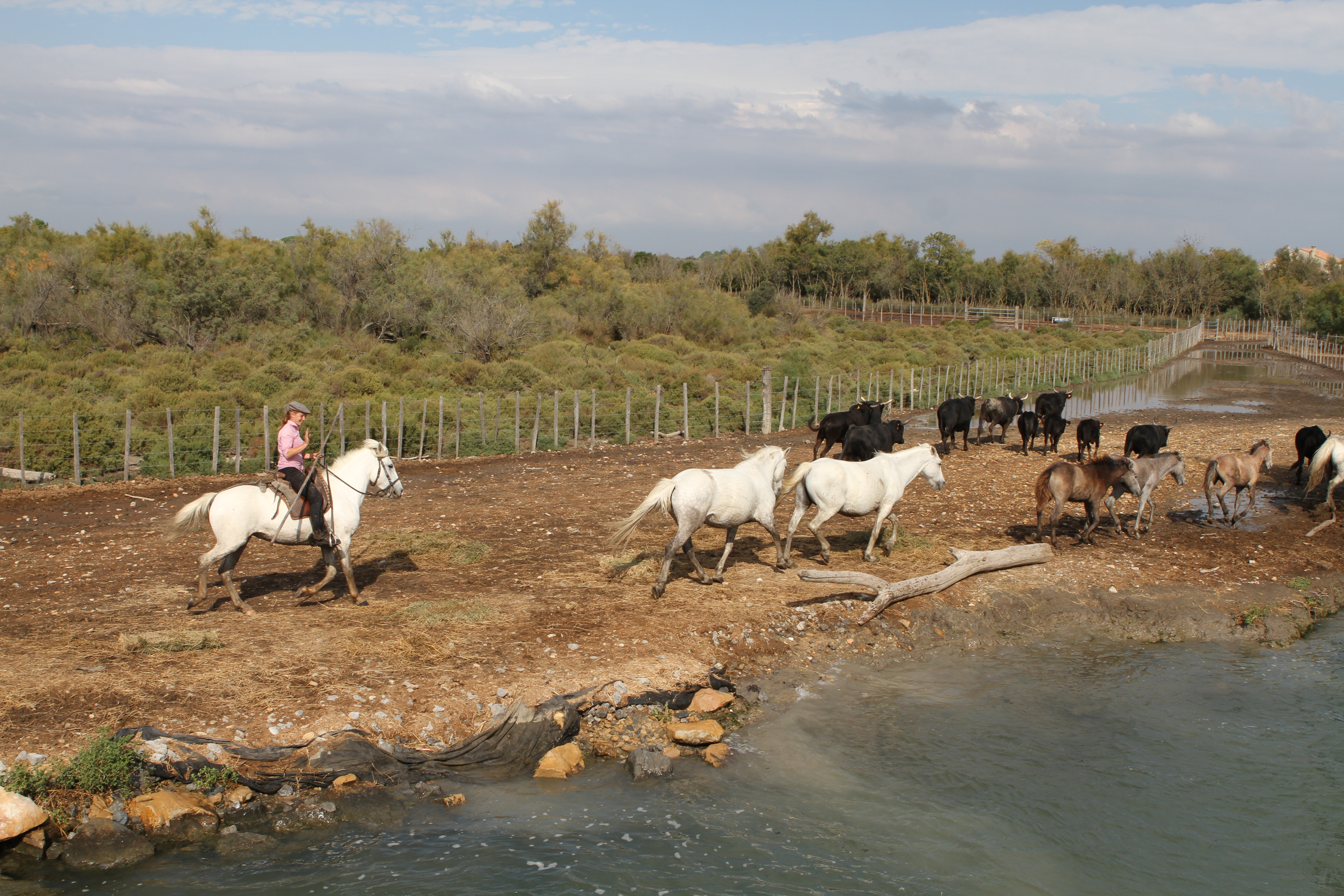
Camargue-Pferde, zum Treiben von Rindern eingesetzt

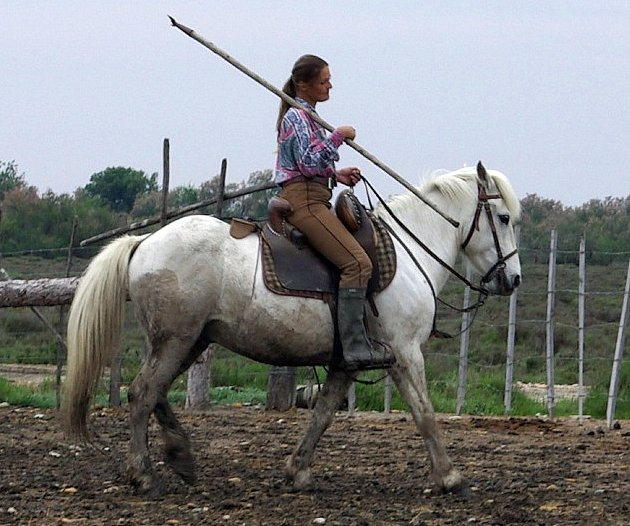
Camargue-Pferd unter dem Sattel

Zunächst wurde das Camargue-Pferd von den so genannten „Gardian“, den französischen Rinderhirten, beim Hüten der Kampfstierherde eingesetzt.
Heutzutage finden sie dagegen vorwiegend als Reit- und Freizeitpferde Verwendung. Ein weiteres Einsatzgebiet ist der Tourismus. Sie zeigen gute Anlagen zur Barock-Reiterei.

## Zucht

### Zuchtgebiet
Das Camargue-Pferd stammt aus der gleichnamigen französischen Region Camargue im Rhônedelta, das sich zwischen dem Hauptarm der Rhône (Grand Rhône; „Große Rhône“) und dem Seitenarm Petite Rhône („Kleine Rhône“) erstreckt. Die rund 2020 Quadratkilometer große Region ist sumpfig und feucht. In den kalten Monaten weht dort der Mistral, ein kalter, von Norden kommender Wind, dass das Rhônetal hinunterweht. Die klimatischen Bedingungen sind rau; heiße sengende Sonne in den Sommermonaten und kalte Winde aus der Alpenregion treten auf.
Im nördlichen Teil der Region wurde Ende des 19. Jahrhunderts mit dem Weinbau begonnen, später wurden dort auch Getreidesorten und Feldfrüchte kultiviert. Die Region ist mir rund 10.000 Bewohner nur dünn besiedelt; hauptsächlich gibt es dort freilaufende Rinderherden, die für regionale Stierkämpfe genutzt werden, und die Camargue-Pferde. Insbesondere im Gebiet um Vacarrès, das 1928 zum Camargue Regionalpark ernannt wurde, sind die Rinder- und Pferdeherden bis heute zu finden.

### Herdenmanagement
Die Camargue-Pferde leben überwiegend halbwild in Sumpfgebiet der Camargue in kleinen Herden, die meist aus einem Hengst, mehreren Stuten und deren Nachwuchs bestehen. Als Jährlinge werden die Jungtiere normalerweise eingefangen und mit einem Brandzeichen, welche von Züchter zu Züchter differieren, auf der linken Seite der Hinterhand versehen. Hengste, die für die Zucht als nicht geeignet angesehen werden, werden meist im Alter von drei Jahren kastriert. Tiere, die nicht zur Verwendung in der Zucht vorgesehen sind, werden oftmals drei- oder vierjährig der Herde entnommen.

### Bestand
Die Populationsgröße beträgt Stand 2018 etwa 14.500 Exemplare. Es gibt rund 7100 Zuchtstuten.

## Geschichte
Der Ursprung des Camargue-Pferdes ist unklar. Teils wird die Rasse von Forschenden auf das während des Quartärs in Südfrankreich verbreitete Solutré-Pferd zurückgeführt. Die beiden Arten zeigen Gemeinsamkeiten bezüglich der Statur. Andere Theorien besagen eine Abstammung von domestizierten Pferden, die von Germanen oder Kelten, welche während der Völkerwanderungen durch das Rhônedelta zogen, in dieses Gebiet gebracht worden sind. Ein Indiz hierfür wäre die Schimmelfärbung, welche in ebendiesen Stämmen als heilig galt. Ebenfalls wird auf eine Ähnlichkeit der Camargue-Pferde zu primitiven Pferden auf den Höhlenmalereien von Lascaux aus der Zeit von etwa 15.000 vor Christus verwiesen.
Die erste schriftliche Erwähnung des Camargue-Pferdes stammt von Gaius Iulius Caesar (101-44 vor Christus), der von dessen Erscheinung so begeistert gewesen sein soll, dass er zwei Gestüte in den Gegenden von Arles und Rhodansia anlegen ließ. In einer weiteren schriftlichen Quelle von 339 nach Christus ist von einem Gestüt im Rhônedelta zur Zucht von Pferden für die römische Armee die Rede.
In der Rasse sind noch immer Spuren orientalischer Pferde zu finden, die wohl auf die Vermischung mit Arabern und Berbern während des Einfalls der Mauren in Südfrankreich 730 zurückgehen. Nach der Vertreibung der Mauren wurden Teile der Camargue durch Ordensritter kultiviert. So gab es ebenda von etwa 1200 bis 1600 n. Chr. eine blühende Pferdezucht, deren Tiere aufgrund ihrer Härte und Ausdauer sehr geschätzt waren.
Im Jahr 1665 beschloss der damalige Finanzminister unter Ludwig XIV, Jean Baptiste Colbert, marquis de Seignelay, im Rahmen der Wirtschaftsreformen eine Neuorientierung der Pferdezucht, um das Land vom Import von Kavallerie-Pferden aus anderen Staaten unabhängig zu machen. Daraus folgte unter anderem der Import von nordafrikanischen Berber-Hengsten nach Südfrankreich, deren Einführung jedoch wohl aufgrund des den Wüstenpferden nicht zuträglichen feuchten Wetters scheiterte. In einem Reisebericht von 1700 ist von kleinen, wendigen Pferden, die zum Hüten von schwarzen Rindvieh im Rhônedelta verwendet werden, geschrieben.
Ludwig XV veranlasste im Jahr 1755 die Errichtung eines Pferdegestüts im Rhônedelta, von dem es hieß, es liefere exzellente Pferde für den Hofstall zu Versailles. Es verfiel jedoch in den Revolutionswirren. Der die Camargue-Pferde sehr schätzende Napoleon nahm 1793/1794 und erneut 1807 Remontierungen (das Nachholen junger Pferde in die Armee) größeren Umfangs vor, die die Zucht stark schädigten, allerdings ordnete er die Wiedererrichtung des Gestüts an.
Nach dem Sturz Napoleons, in der Zeit der Restauration, wurde durch die Gestütsverwaltung angeordnet, durch die Einkreuzung rassefremder Tiere die Widerristhöhe der Camargue-Pferde zu erhöhen, um die Rasse als Militärpferde geeigneter zu machen, obgleich es bereits im frühen 19. Jahrhundert Warnungen verschiedener Fachleute gab, dass diese wirren Kreuzungen zum Verlust vieler wertvoller Eigenschaften führten. Zudem stellten die zunehmende Urbanisierung des Rhônedeltas und das Beschlagnahmen der besten Exemplare eine Bedrohung der Rasse dar. Während der französische Staat sich weigerte, die Eigenständigkeit der Pferderasse anzuerkennen und vom ausgehenden 19. bis zum Ende des Ersten Weltkriegs in der Camargue fünf Deckstationen überwiegend mit Warmblut-Hengsten, aber auch mit Arabern, Anglo-Arabern und Kaltblütern, welche in Summe jährlich rund 1000 Stuten bedeckten, unterhielt, kam es immer wieder zu erbitterten Streit mit den Züchtern.
Als mit dem Ende des Ersten Weltkriegs allmählich deutlich wurde, dass die Bedeutung der Kavallerie erloschen war, zog sich der Staat aus der Zucht der Camargue-Pferde zurück und löste besagte fünf Deckstationen auf. So konnte der ursprüngliche Rassetyp wiederhergestellt werden.
Als Rasse wurde das Camargue-Pferd erst in den 1960er Jahren anerkannt.